# جان سيبيليوس

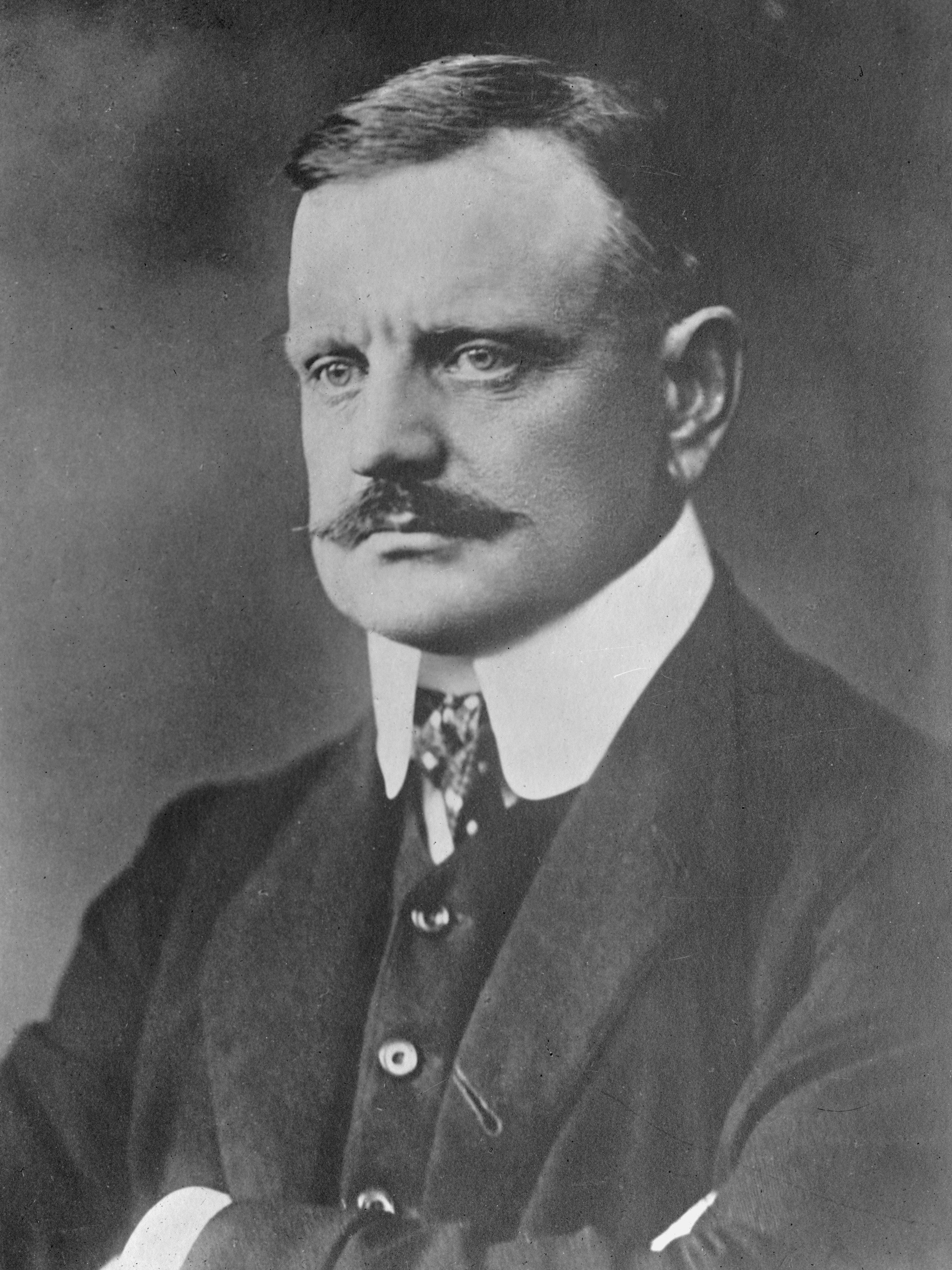
جان سيبيليوس سنة 1913.

جان سيبيليوس (Jean Sibelius؛ هامينلينا، 8 ديسمبر 1865 - يارفنبا، 20 سبتمبر 1957) موسيقي فنلندي من الفترة الرومانسية، لعبت موسيقاه دوراً هاماً في تشكيل الهوية الوطنية الفنلندية. وصفت قيادته للأوركسترا بأنها «أعجوبة».
جوهر أعمال سيبيليوس هي سمفونياته السبعة. مثل بيتهوفن استخدم سيبيليوس كل واحدة منها لتطوير أسلوبه الموسيقي الخاص. وخلافاً لبيتهوفن الذي استخدم السيمفونيات للإدلاء ببيانات عامة واحتفظ بمشاعره الأكثر حميمية لأعماله الأصغر، أطلق سيبيليوس لمشاعره الشخصية العنان في السمفونيات. استمر أداء هذه الأعمال مراراً في قاعة الحفلات الموسيقية وغالباً ما يتم تـسجيلها. تمتع بخيال خصب، كتب العديد من المقطوعات لآلة الكمان. قام بصياغة الأعمال الشعرية في قالب سيمفوني (تابوليا) كما ساهم في إثراء العروض المسرحية من خلال موسيقاه.

## سنوات الدراسة

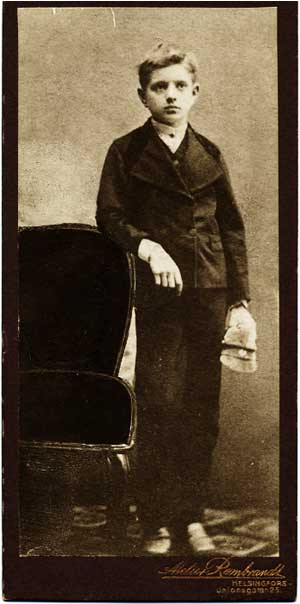
سبيليوس في سن 11 عام 1876

ولد جان (يولياس كرستيان) سبيليوس في 8 ديسمبر 1865 في هامينلينا، وهي بلدة صغيرة تقع في جنوب وسط فنلندا. اسمه الأول كان يوهان لكنه استخدم الصيغة الغالية للاسم اقتداء بأحد أعمامه. كان الابن الثاني من ثلاثة أطفال من أسرة تتكلم السويدية؛ والآخرون أخت أكبر هي لندا وأخ أصغر هو كرستيان، كلاهما أظهر بعض الموهبة الموسيقية. توفي والده، الذي يعمل طبيب، أثناء وباء الكوليرا 1867-1868، وأنشأ الأسرة الأم والجدة. في سن 11 التحق سبليوس ب'مدرسة النحو الفنلندية'، ورغم أنه كان يتكلم بعض الفنلدية من سن الثامنة فصاعدا، لم يكتسب احتراف كامل للغة حتى صار شابا. وأظهر قدرة موسيقية مبكرة كعازف كمان وكمؤلف موسيقي، أول محاولة له في التأليف، كانت مقطوعة بسيطة للكمان والتشيللو تعرف باسم «قطرات المياه»، كتبها في سن العاشرة. مع ذلك، لم يبدأ قل بلوغه 14 سنة في دراسة الكمان بجدية مع قائد الفرقة المحلية 'جوستاف ليفاندر'، وقدرته النامية على الآلة شجعت طموحه ليصبح عازف صولو. كان عازفا نشطا لموسيقى الحجرة. خلال هذه السنوات شكلت الأسرة ثلاثي للعزف، واكتسب الصوت والمعرفة العميقة للكلاسيكيات الفيناوية، وواصل إظهار اهتماما نشطا في التأليف الموسيقي. درس بحث ماركس في التأليف وكتب قدرا كبيرا من موسيقى الحجرة بما في ذلك «ثلاثية للبيانو» في مقام لا الصغير 1881-1882، ورباعية للبيانو في مقام مي الصغير. وأثناء سنوات الدراسة طور اهتماما كبيرا بالملحمة القومية الفنلندية (كاليفالا)، وهو اهتمام ازداد عمقا في العشرينات من عمره وصار مصدرا هاما للإلهام. حبه الفطري وشغفه بالطبيعة جذبه لشعراء الطبيعة السويديين العظماء، خاصة رونبرج، الذي لحن الكثير من أشعاره في مرحلة لاحقة من حياته.
عام 1885 التحق سبيليوس بجامعة هلسنكي في كلية الحقوق، لكن مثل الكثير من المؤلفين، أعطى أولوية أكبر للموسيقى من دراساته للحقوق. بعد عام سيطرت عليه الموسيقى كليا وحول اهتمامه لها، درس التأليف مع «مارتن وجلياس» والكمان مع هرمان سزلاج ومتروفان واسليف. عزف الكمان الثاني في الرباعي الوتري الذي تفاخرت به مدرسة الموسيقى ل«وجلياس»، كعازف صولو عزف كونشرتو الكمان رقم 7 ل«بيريو»، والفانتازي-كابريس ل«فيوتو»، والحركتين الثانية والثلاثة من كونشرتو مندلسون إضافة إلى الكونشرتو في مقام مي صغير ل«فلسيان ديفيد». رغم أن الكمان استهلك جهوده وطموحه، اتضح في أواخر 1880 أن مساره الحقيقي كان أن يصبح مؤلفا. لكن كانت لا تزال له خطط كعازف. حتى عام 1890-1891 اثناء اقامته في فيينا تقدم للفلهارمونيك. مع ذلك لم يواصل الجزء الأخير لدورة الكونسرفتوار، التي تطلبت منه إجادة عزف السوناتات الصولو لباخ وكابرشيو لبجانيني.
في هلسنكي 1885-1889 التاثير المسيطر على تطوره الموسيقي كان فجيلياس، وهو طالب لدى رينكه وهانز ريختر وسفندسن. كان رجلا متعدد المواهب ولديه خبرة واسعة، وكان نشطا كمؤلف وعازف كمان ومايسترو، لم يكن بطيء في التعرف على مواهب سبليوس، وأخذه تحت جناح. أعطاه تعليم أساسي في الهارموني والكونترابنط والفوجة، رغم أنه هذا كان أقل عمقا وتطلبا من التعليم الذي تلقاه سبيليوس لاحقا من ألبرت بيكار في برلين. كان فيجلياس مناصر شديد لفاجنر لكن لم يكن تعاطفه كبير مع تشايكوفسكي، الذي كان أثره قويا على سبليوس وقتها. لم يتصل سبليويس مع برامج الحفلات الأوركسترالية من المتوقع اثناء سنوات الدراسة، ولم يشجع فجلياس طلابه من الحضور في الحفلات السمفونية لكاجناس: فكانت هناك منافسة مريرة بين الموسيقيين الاثنين، ولم يزور كاجناس برلين قبل 1890 ليقود سمفونيته «أنيو»، وحينها نشات صداقة طويلة ومثمرة بينه وبين سبيليوس وكانت راسخة. مع ذلك اشتق سبيليوس المثير الكبير من صداقته مع بوزوني، الذي درس في هلسنكي في مدرسة فيجلياس وكان رفيقا وثيقا له.
واصل سبيليوس الدراسة في الخارج عام 1889. أول الأمر كان يملك فكرة مواصلة دراساته في سانت بطرسبرغ، مع ريمسكي-كورساكوف، لكن فيجليس عارض هذا وفي الخريف أرسل سبيليوس إلى برلين ليدرس مع «ألبرت بيكر». كان كونترابنطي صارم من المدرسة القديمة، فعرض بيكر طالبه لنظام صارم، لكن إذا كان سبيليوس اشتكى من بيكر («لم يرض سماع أي شيء عدا الفوجات. من الممل الاهتمام بهذا فقط. احفظ كتاب المزامير الألمانية ظهرا عن قلب») ووحد برلين لا تناسبه، واتصل بموسيقى من طراز عالي: سمع «تانهاوزر» ورسيتال بولوف لسوناتات بيتهوفن، وحضر العرض الأول ل«دون جوان» لريتشارد شتراوس. ذهب مع بزوني إلى لايبزغ، حيث عزف بوزوني «خماسية البيانو مقام مي صغير» ل«سندنج» وعمل سبيليوس على كتابة خماسية للبيانو خاصة به. مع ذلك بشكل عام، إلى جانب الخماسية، العمل الوحيد الهام الذي كتبه كان «الرباعية الوترية في مقام سي بيمول مصنف رقم 4».
تبذير سبيليوس وإفراطه في الشراب، وهي صفات ورثها عن ووالده، سببت في مشاكل في برلين وبالتالي فيينا، حيث ذهب في العام التالي من الدراسة في الخارج. بوزني قدم له خطاب تقديم لبرامز، لكن برامز رفض استقباله وآخر الأمر درس في فيينا مع كارل جولدمارك، الذي كان في قمة شهرته حينها، و«روبرت فوش». حتى ذلك الحين اقتصر سبيليوس على كتابة موسيقى الحجرة، وكان في فيينا أن كتب للأوركسترا - الفكرة الرئيسية ل«كاليرفو» تعود لهذه الفترة، وتحدث كاتب سيرته «إيكمان» عن ثمانية وترية ومن المعتقد أنه اشتق منه بعض ألحان en saga. ومتوقع بالمثل أن الثمانية استوعبت في موسيقى كتبت لمصاحبة مباراة مبارزة بالسيوف. في فيينا سبيليوس كان زائرا متكررا في صالون «باولين لوتشا»، وهناك (وفي برلين) كون ذوق للمجتمع الراقي لم يتناسب مع موارده المالية.

## نجاح مبكر

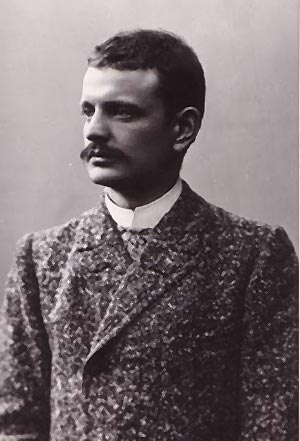
سبيليوس عام 1891

بعد عودة سبيليوس إلى فنلندا، عام 1891، تمكن من إعالة نفسه بكم معين من التدريس، لكن معظم طاقاته في نهاية ذلك العام وفي شتاء 1892 استغرقها في كتابة «كاليرفو»، التي عرضت أول مرة في أبريل. نجاحها كان أن وضعه في الحياة الموسيقية الفنلندية لم يتراجع أبدا من هذه اللحظة فصاعدا. «كاليرفو» كان أول عمل من أعمال كثيرة لسبيليوس يعتمد على «كاليفالا» كان أول عمل من أعمال كثيرة لسبيليوس يعتمد على «كاليفالا». ومع اعتبار أن المعرفة العملية لسبيليوس للأوركسترا كان لها أهمية مؤخرا، وتعكس «كاليرفو» ثقة مذهلة، وفي أسلوب خطو العمل أرض جديدة كليا في إنتاجه. المازورة الافتتاحية تنادي بأنها صوت جديد، ورغم أن البناء مسموع بوضوح، لا يترك العمل شك أنه مؤلفه مسيطر بقوة على الشكل ومعنى الحركة المتقدمة. إنها سيمفونية من خمس حركات مثل أعمال مالر في الحجم الكبير. الكتابة الصوتية في الحركة المتوسط الطول «كاليرفو وأخته»، أصلية بشدة ودرامية؛ وحقا تقترح أن سبيليوس كان يمكنه تطوير أسلوب محترم أوبرالي لو كان اختار ذلك.
زواجه في يونيو 1892 من «أينو يارنفلت» أدخل سبيليوس في واحدة من أكثر العائلات اللبرالية-القومية ذات النفوذ في فنلندا. الجنرال «ألكسندر يارنفلت» كان مناصرا شديدا للغة الفنلندية، ومارس السياسة في 1890 وأوائل القرن العشرين. سبيليوس نفسه امتلك وعي وطني قوي، ومعظم موسيقاه في 1890 صارت تركز على الشعور الوطني حين كانت طموحات فنلندا للاستقلال أقوى من ذي قبل واستقلالها داخل الإمبراطورية الروسية قل ببطء. في الحال بعد نجاح «كاليرفو»، تلا ذلك عدد من الأعمال الأوركسترالية، في ذلك en saga، التي كتبها استجابة لطلب من كاجانوس، وموسيقى «كاريليا». مع ذلك، كان أقوى أعماله قبل (ربما يشمل) السمفونية الأولى أربعة أساطير «ليمناكنين». نظر إلى «بجعة تونيلا» أصلا كمقدمة لأوبرا «بناء القارب» ورغم أن عالمها الصوتي الأصلي ليس محل سؤال، من الواضح انها تقرب إلى «لوهنجرين» من بعد. لا شك أن بعض الموضوع اللحني «لمناكنين في تونيلا» له أصول أوبرالية. الفقرة السحرية للوتريات في مقام لا صغير (مازورة 186) تظهر في اسكتشات عمل «بناء القارب». زيارة سبيليوس إلى بايرويت في صيف 1894 واجهته بوقائع للمؤلف الأوبرالي بعد فاجنر. حقا، في سنوات لاحقا كان أقل صراحة في شرح أثر فاجنر عليه أثناء هذه الزيارة. بدلا من تركه دون مبالاة، جذبه فاجنر وحضر عروض أكثر مما اختار أن يخبر كاتب سيرته «إيكمان». إنجاز فاجنر تقريبا بالتأكيد منعه من اتخاذ مسار في كتابة الأوبرا؛ فتخلى عن كتابة «بناء القارب» وبعيدا عن محاولة واحدة أخرى، «الفتاة في البرج» التي أيضا أعاقها الليبرتو الضعيف، أداء ظهره للأوبرا. (في وقت ما، حاول فكرة أوبرا كوميك مع كلمات لأدولف بول وبيرجر مورنر لكن لم تصل خطة لشيء).
رغم أن أساطير «ليمانكنين» لا تتمتع بعرض أول ناجح (فلودين الذي ناصر عمل سبيليوس حتى هذه اللحظة، ندم اعتماده المتزايد على الإلهام ذو البرنامج)، وظلت في شكلها المحدد الأصل الأعمق، في كل من اللغة والتصميم الرسمي، لأعمال سبيليوس في أعوام 1890. سحب اثنين من النشر حتى وقت متأخر في حياته دون سبب عدا أن كجانوس لم يبد تحمسا كبيرا لهم. ظهروهم الكامل أيده على الأقل لحد ما المطالب السمفونية. حقا في سنواته الأخيرة اشار إليهم سبيليوس كسمفونية.
مثل الكثير جدا من أعماله، خضعوا إلى مراجعة عميقة. كانت هذه سمة من شخصية سبيليوس الإبداعية: en saga نجحت عام 1902، والمراجعة تعكس مدى تطور مهارته الأوركسترالية في العقد الفاصل. شعر بثقة كلية في نفسه، مثلا، لإطالة نقاط البدال بدلا من اختصارها. وقل عدد تغير المقامات من 48 في النسخة الأولى إلى 34 في النسخة الثانية. وفيما يتعلق بالأوركسترا، صار خياله أنشط. الوتريات في الافتتاحية صار لها مساحات أكثر تأثيرا، والانتقالات اتصلت بثقة أكبر. الأساطير تعرضت لنفس العملية، وكان في آخرهم «عودة ليمنكانين»، ان ظهرت براعته السيمفونية أول مرة. ورغم حس قوي بالحركة والشعور بالشكل يتضح في الحركة الأولى من «كاليرفو» (لحد أقل في النسخة الأولى من en saga) فقط في «عودة لمناكنين» تظهر الجوانب الهامة من سبيليوس السمفوني بصدق: القدرة على التحكم في الدافع والتحول في المادة اللحنية لخدمة أغراض موضحة تعكسه وهو يعمل بعبقرية في أبعاد سمفونية وبرنامجية.
1890 شهدت تكوين ثم دعم اللغة الشخصية. أعمال سبيليوس الأولى لعدة فرق موسيقى الحجرة تظهره يستجيب بدوره للكلاسيكيات الفيناوية (الرباعية الوترية في مقام مي بيمول عام 1885 - 1889 تشبه هايدن)، ثم إلى جريج وسفندسن (سوناتا الكمان في مقام فا الكبير، التي كبتها عام 1889) على حسب جدال «روساس» المقنع، مدينة بوضوح لجريج، مثلما في الحركة البطيئة من الرباعية الوترية في مقام سي بيمول مصنف رقم 4 لسنة 1890) وفوق كل شيء لتشايكوفسكي، خاصة مفرداته الهارمونية. يمكن باستعداد أن نراها في أعمال الطلاب (ثلاثية وترية في مقام صول صغير عام 1885) لكن المذهل أكثر في الحركة البطيئة من «كاليرفو». قد يقال أنها وصلت ذروتها في الحركة البطيئة من السيمفونية الأولى 1899)، التي كتبها بعد السمفونية المؤثرة لتشايكوفسكي، التي نسمعها في هلسنكي عام 1894 و1897. تأثير فاجنر يمكن اكتشافه أيضا، بقوة في هذه الاغنيات مثل «امسية الخريف» أو في تناول الآلات النحاسية في «ليمنكانين في تونيلا». معنى «الهوية الوطنية» تاتي من اهتمام سبيليوس بالأغاني الشعبية. زار كاريليا عام 1892 ورغم اهتمامه الدراسي القليل بجمع الموسيقى الشعبية، سمع غناء لارنين براسك خلال اوائل 1890. أثرها عليه كبير: بناءها الإيقاعي والعادات النموذجية للذهن لونت تفكيره اللحني وصارت جزء منه؛ لا محاول لاستيعاب الألحان الشعبية بوعي أو تعريضها للهارمونية خلال الأعمال السيمفونية: أو الأعمال الكبرى الأخرى.
بعد الاستقبال البارد لمتتالية لمنكانين، عانى سبيليوس انتكاسة أخرى. محاولة فالتين ليؤمن له وظيفة أستاذ التأليف في مدرسة الموسيقى لدى تقاعده فشلت. رغم دعم التوصية، مناشدة لسانت بطرسبرغ قلبت القرار لصالح «كاجانو»؛ بالتالي معاش الدولة الذي صوت به مجلس الشيوخ الفنلندي لسبيليوس بعد عدة أشهر عام 1987 كان جزئيا اعتراف بإنجازاته الإبداعية حتى ذلك الحين، لكن أيضا إشارة للموافقة على أن سبيليوس لاقى معاملة سيئة. بعد عدة اعوام تحول هذا المعاش لمدى الحياة، لكن حالة سبيليوس المالية ظلت حرجة حتى 1920، المبلغ كان صغيرا وذوق ورغبات سبيليوس كانت باهظة ووصلت ديونه إلى 100000 مارك في وقت من خلال العقد الأولى من القرن، رغم أن صديقه بارون اكسيل كاربلين، لم يكن ثريا، قدم له مبلغ محدد كرعاية مجهولة. ولم تتحسن أحوال سبيليوس المالية إلى أن تاسس مؤسسة حقوق الإصلاح عام 1920.

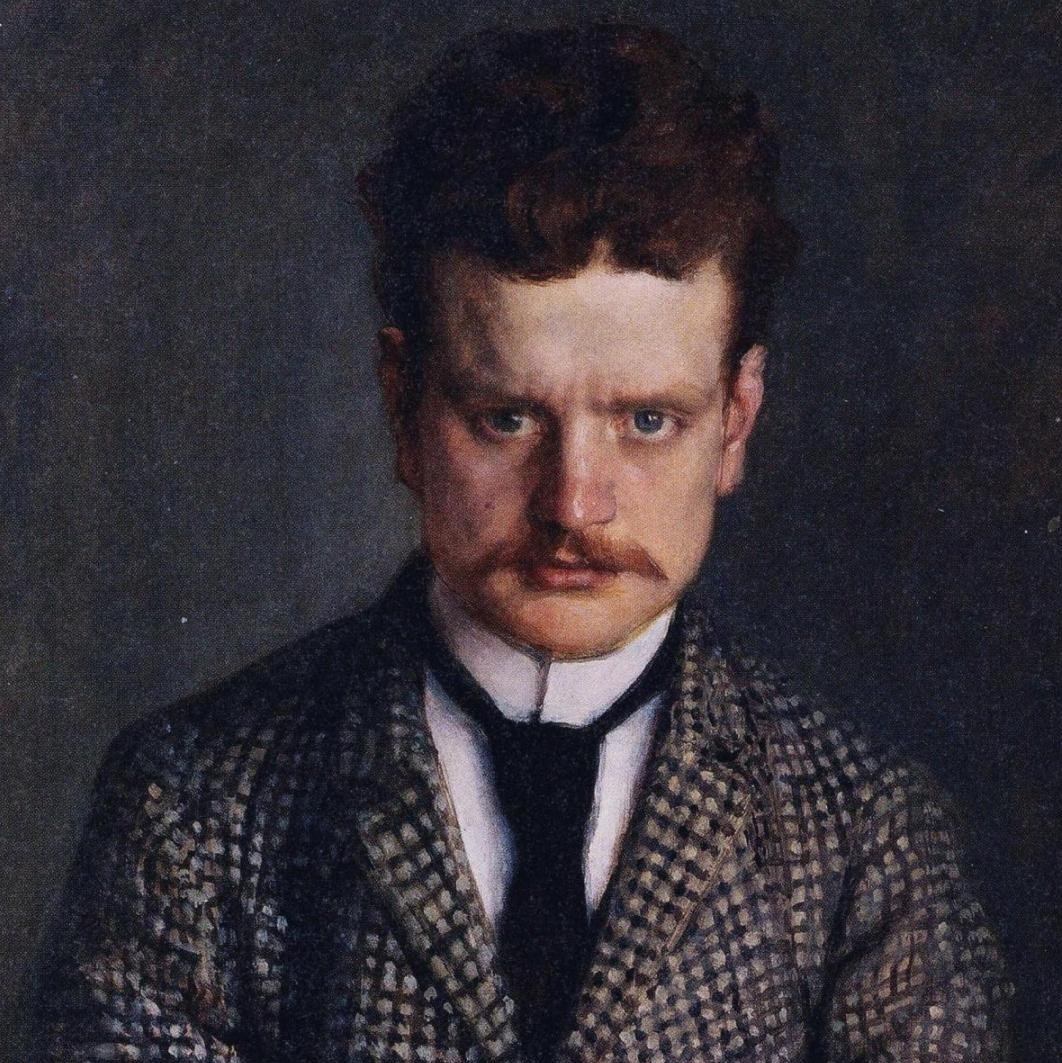
لوحة زيتية لسبليوس من عام 1894 رسمها زوج أخته إيرو يارنفيلت

## شهرة دولية
عام 1898 بدأ سبيليوس العمل في أول سمفونية دون برنامج. ربما العرض الناجح للسيمفوية ل«إرنت ميلك» التي قدمها كجانوس العام السابق كان حافزا له: فميلك كان اصغر سنا، وكانت هذه أول سيمفونية فنلندية. منذ إنجلياس لا شك رد فعل فلورين تجاه متتالية لمندكانين أيدت اعتراف سبيليوس بقوة غريزته السيمفونية البحتة. نجاح عرضها الأول عام 1899 تجاوزه فقط الموسيقى التي كتبها لاحقا نفس العام لموكب اتصل باحتفالات معاش الصحافة. الموكب كان نقطة حاشدة للشعور الوطني حين كانت قبضة القيصر محكمة على فنلندا. أحد الأعمال التي اشتهرت هي «فنلندا».
إذا شهد أواخر 1890 دعم موقع سبيليوس كمؤلف فنلندا الرائد، العقد التالي شهد نمو سمعته الدولية. عام 1898، خلال المساعي الحسنة لصديقه ادولف بول، عازف بيانو وكاتب مسرحية «الملك كريستيان الثاني» التي كتب لها سبيليوس موسيقى تصويرية، تمكن من الحصول على ناشر أوروبي هو «بريتكوف وهارتل». لاحقا باع لهم سبيليوس حقوق نشر «الفالس الحزين» بملغ ضئيل هو 300 مارك. عام 1900 كجانوس تولى اوركسترا هلنسكي، التي أسسها قل 18 عام، في أول جولة أوروبية، وصلت قمتها في زيارة معرض باريس العالمي. و«بجعة تونيلا» و«عودة ليمناكنين»، وأيضا «فنلندا» والسيمفونية الأولى، لاقت استقبالا جيدا؛ وعام 1901 دعي سبيليوس إلى هايدلبرغ ليقود موسيقاه، والعام التالي دعي إلى برلين ليقود نسخة من en saga في إحدى حفلات الموسيقى الجديدة لبوزوني. ولم تقتصر شهرته على ألمانيا: هنري وود قاد متتالية «الملك كريستيان الثاني» لسبيليوس في حفلة 1901، وجرانفيل بانتوك عرف الجماهير الإنجليزية بالسيمفونية الأولى بعد أربعة أعوام.
سبيليوس نفسه سافر كثيرا في أوروبا أثناء هذه الأعوام، حيث قابل دفورجاك عندما عبر عبر براغ في 1901، وقضى بداية العام التالي في رابالو، حيث جاءت له الأفكار الأولى للسمفونية الثانية. كتبه للاسكتشات بسرعة امتلات بعدة مشاريع بما في ذلك عمله في لحن دون دوان يدعى «احتفال: أربع قصائد سمفونية للاوركسترا» وعبث بفكرة كتابة عمل يقوم على «الكوميديا الإلهية» لدانتي. في اسكتشاته يحمل اللحن الرئيسي للحركة البطيئة للتعاطف يحمل نقش «دون جوان» والفكرة الثانية، في مقام فا دييز الكبير، كلمة «كرستاس». لا تتمتع أي من السمفونيات بهذا النجاح العاجل بانها الثانية. كل العروض الأربعة عام 1902 بيعت بالكامل وبدأت السمفونية سفرها الناجح حول العالم. بعض نجاحها كان يتجاوز الموسيقى حيث أن العمل له جانب وطني مستجيب حين كانت الذاتية الفنلندنية مهددة بالاختفاء والحماس الوطني في اوجه. إذا كان في نفس العالم مثل السمفونية الأولى، يراه خلال عدسة أرقى. مثلما في السمفونية الأولى، انها الحركة الافتتاحية التي تقدم أعمق انطباع. شعور الاسترخاء وعدم بذل الجهد يغطي على القوة الداخلية.
فترة كتابة كونشرتو الكمان (1903 وراجعه 1905) كانت متأزمة، مع تصاعد الديون ونوبات شراب بإفراط سببت مشاكل عائلية كثيرة. عام 1904 سبيليوس اشترى رقعة ارض في يارفنبا، لا تبعد عن هلنسكي، حيث شيدت الفيلا حيث قضى باقي حياته. العدة سنوات التالية كانت منتجة وهامة فشهدته يبتعد عن الرومانسية القومية التي ميزت فترته الأولى، وفي الوقت نفسه يدير ظهره للتعقيد المتزايد وشراء الكثير من معاصريه خلال العقد الأول من القرن. حقا السمفونية الثالثة، التي بدأها عام 1904 لكن لم يكملها حتى 1907، تقوم الكلاسيكية المجددة بشكل ملحوظ في كل من المحتوى والبناء. قال جيرالد إبراهام عن حركتها الافتتاحية: «في وضوح وبساطة الخطوط العام، تقارن بحركة اولى لهايدن أو موتسارت. مع ذلك، الوحدة العضوية للحركة متقدمة عن أي شيء لدى السادة الكلاسيكيين؛ وحت البناء العام يمسك معا بطريقة لها سوابق كلاسيكية لكن لم تتطور بالكامل من قبل». في السمفونية الثالثة والتي تليها حسن سبيليوس لغته الموسيقية حتى أن فصاحة أسلوبه الرومانسي المبكر حل محله اقتصاد في السبل ونقاء التعبير البعيد عن التلوين الاوركسترالي لشتراوس ورافيل وسكريابين، أو العالم لاستكشاف الصوت ومدى الادوات التعبيرية التي تميز مؤلفين أمثال شونبرج وبارتوك.
التركيز المتزايد للحركات الخارجية للسمفونية يمكن رؤيته كذلك في «ابنة بوهجولا»، حيث تمزج العناصر السمفونية وذات المرامج في توازن ممتاز. بعض اروع موسيقى سبيليوس التصويرية، ل«بلياس ومليزاند»، لماترلينك وهجالمار بروكوس «حفل بشازار» يرجع تاريخها لهذه الفترة.
تطور لديه مرض خطير في 1908، وسبيليوس أجرت له سلسلة عمليات في هلسنكي وبرلين للاشتباه بإصابته بسرطان الحق. ولعدد من السنوات اجبر على عدم شرب الكحوليات والسيجار، والإمكانيات الكئيبة التي افتتحها له المرض قد تسهم في جدية وتركيز وعمق الأعمال التي تلت ذلك، السموفنية الرابعة، وعمله «لونتار». في السمفونية الرابعة 1911، لغته الموسيقية أصعب واستخدامه المكثف للتون الثلاثي اقترب من المقامية غير المحددة أكثر من أي عمل كبير آخر له. واصل السفر بكثافة أثناء الفترة حتى اندلاع الحرب العالمية الأولى، وقام بعدة زيارات لإنجلترا (1905، 19108, 1909, 1912) وواصل تلقى دلالات الاعتراف الدولي به، بما في ذلك «وسام الشرف» 1906، عرض منصب التأليف في الأكاديمية الامبرالية للموسيقى بفيينا 1920 ودكتوراه فخرية من ييل 1914. وفي زيارته لأمريكا عام 1914 كتب the oceanides، التي قادها في نورفولك في كونكتكات. حصل على رضا كبير من هذه العروض كمنفذ، ربما عوضت عن فشل طموحاته كعازف كمان ماهر. وصادف مباشرة مدى شهرته في أمريكا، لكن رغم عبثه بفكرة العودة للقيام بجولة حفلات سداد ديونه، ورغم أنه عرض عليه شغل منصب مدير مدرسة إيستمان بعد الحرب، لم يزور أمريكا مرة أخرى.
فترة الحرب لم تشهد أعمالا كبرى بخلاف السيمفونية الخامسة. أحد نتائج الأعمال العدائية كانت خسارة العائد من «بريتكوف وهارتل»، ونتيجة هذا (وفي غياب التزامات قيادة الأوركسترا في الخارج) كتب سبيليوس كما كبيرا من موسيقى البيانو والكمان ومقطوعات صغيرة للبيانو للسوق المحلية. وتسببت السيمفونية الخامسة لسبيليوس في مشاكل أكثر من أي عمل آخر، فذكرها للمرة الأولى في أوائل عام 1912 في مذكراته وفي النسخة الأولى قدمها في عيد ميلاده الخمسين في 8 سبتمبر 1915، وهو حدث اعتبر تقريبا عطلة رسمية. في صيغتها الأصلية، الأجزاء الأوركسترالية التي بقت منها؛ كان العمل مكون من أربع حركات: ربط سبيليوس أول حركتين للعرض عام 1901، رغم فقط جزء الدابل باص من هذه النسخة خرج للنور. مع ذلك كان اكتشاف حديث مثير هو دفتر اسكتشات، بدأ بعد فترة عام 1914 (بعد عودة سبيليوس من أمريكا) وغطى الفترة حتى منتصف يونيو 1915، التي يمكن للمرء منها تتبع أسلوب تشكل الافكار الاساسية للسيمفونية الخامسة تدريجيا. معروف جيدا أن السمفونيات السادسة والسابعة فكر فيها في نفس الوقت ولها تقارب لحني مميز، لكن الآن اتضح بعض أكفار السمفونية الخامسة وجدت مخرج حتما في السادسة. حقا الاسكتشات للافتتاحية في السمفونية السادسة عم 1915 لم تتعرض لتغير هام، الأساس ملحوظ بسهولة والمقام بوضوح هو ري الصغير. (دفتر الاسكتشات يضم أفكار لأعمال عدا السمفونيات؛ كان سبيليوس يخطط لكونشرتو كمان ثاني في هذا الوقت). كتب الكودا في الحركة الختامية للسمفونية الخامسة التي كتبها كذلك في مقام ري الصغير. كان سبيليوس ينوي مراجعة أخرى لها عام 1917 لشقيق زوجته، أرماس يارنفلت ليقودها في استكهولم، لكن الوضع المتدهور في فنلدنا شغله والعمل لم يأخذ شكله المحدد حتى 1919.

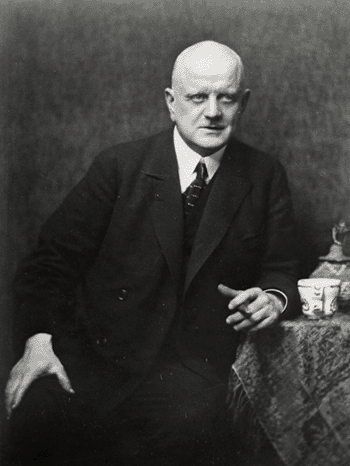
سبيليوس عام 1923

بعد ثورة أكتوبر في روسيا طالبت فنلندا بنيل استقلالها، لكن في أوائل 1918 الحرس الحمر حاولوا انقلاب ودخلت فنلندا في حرب أهلية. هرب سبيليوس من يارفنيا، لأن تعاطفه كان مع البيض، وانتقل إلى مستشفى لابنلاتي، حيث كان أخوه طبيب قديم.

## الأعمال الأخيرة
كان بين أعوام 1920 و1925 أن انتهت الحياة الإبداعية النشطة لسبيليوس فعليا. بعيدا عن كم كبير من الموسيقى الخفيفة (اشتاق إلى تكرار نجاح «الفالس الحزين» لمصلحته الخاصة بدلا من مصلحة ناشره)، بعضها يتصف بجودة جيدة، شهدت سنوات ما بعد الحرب فقط أربعة أعمال كبرى: السيمفونيات السادسة والسابعة، الموسيقى التصويرية لمسرحية «العاصفة» لشكسبير، وآخر عمل له «تابيولا». تصادف مع نهاية مشواره الفني العلني كعازف للمرة الأخيرة عام 1921 لقيادة السيمفونيتين الرابعة والخامسة، واتحد مرة أخرى مع بوزوني؛ قاد سيمفونيته الثانية في روما، سيمفونيته السادسة في جوتبورج والسابعة في استكهولم. عاش بعد آخر أعماله الهامة بأكثر من 30 عام، عاش متقاعدا في فيلته «أنيلو» في يارنفيلدن.

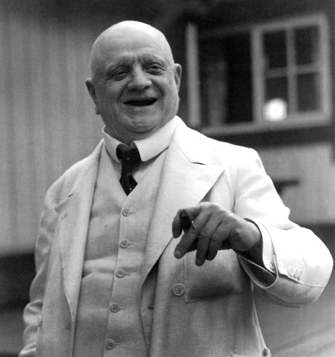
سبليوس عام 1939

أسباب صمت السنوات الاخيرة كانت عديدة. فنيا شعر سبيليوس بالعزلة عن الاتجاه الذي كانت الموسيقى تتخذه: فلم يكن متعاطفا مع مجموعة الستة الفرنسية أو شونبرج أو سترافنسكي. وضمن الطليعة في عصره، أعجب كثيرا ببارتوك، لكن في جوانب أخرى كان تعاطفه مع المؤلفين الأقل استكشاف للغة والذين اعتمدوا في مصادرهم الموسيقية على التفكير السيمفوني التقليدي. أيضا، مع نجاح «تابيلا» نسختها في عالما الكئيب بلا ناس، يصعب استكشاف المسار الذي كان يمكن أن تتخذه موسيقاه. على مستوى شخصي كان بدأ يشعر بالعزلة: ضمن أصدقائه عانى من خسارة أليمة لوفاة أمينه الفني أكيل كاربيلان. ومع كل النجاح المتضامن في العالم الأنجلو ساكسوني، فشل موسيقاه، التي تمتعت بمناصرة قوية ومقنعة في الإمبراطورية الألمانية في عصر فيلهلم الثاني، في استعادة وضعها قبل الحرب في أوروبا كان مصدر قلق دون شك في أواخر العشرينات عمل في سيمفونية ثامنة كما ورد في رسالة لأولين داونز في 19 يناير 1931، اقترب من إكمالها ذلك العام. سلم جزء من النوتة للنسخ عام 1933 (رسالة من الناسخ جاءت للضوء مع مسودة رد من سبيليوس الذي يبدو أن السيمفونية كان يحتمل لها أن تكون في مثل حجم الثانية) لكن استعيدت بالتالي. 3 مازورات من اسكتش بعنوان «سنفونيا 8» ظل لكن كشف عن القليل مثل أول 3 مازورات من السمفونية الثانية، فقط ظل من النوتة المنتهية. المؤلف الموسيقي يوناس كوكونين قدم نظرية أن عمل «الجنازة»، وهو الثاني من مقطوعتين للأرغن مصنف رقم 111 (كتبها عند وفاة الرسام أكيلي جالين-كاليلا، صديقه ورفيق الشراب في فترة 1890)، قد تكون في الواقع اعتمدت على السيمفونية. خلال ذروة الحرب الأهلية الفنلندية واصل سبيليوس الشراب. في الواقع اواخر العشرينات واوائل الثلاثينات، اصيب برعشة في الاوصال وكانت الكتابة عبء عليه. جادل كوكونين أن طبيعي أكثر «أخذ» أجزاء من نوتة السيمفونية الثامنة، وربما تطويع عدة فقرات منها، وهو رأي ايدته أرملته.
المشاكل لسبيليوس في الثلاثينيات والمزاعم التي قام بها سيسل جراي وكونستانت لامبرت نيابة عنه، إلى جانب ميله الفطري للشك في نفسه، منعت من نشر عمله. وآخر الأمر اختفت أعماله أو دمرت. خلال الثلاثينات لم يغادر سبيليوس فنلندا قط وبالتالي لم يصادف الشهرة مباشرة والاحترام الذي تمتع بهما في إنجلترا وأمريكا. وتأسست جمعية سبيليوس؛ سجل كيانوس بعض موسيقاه؛ والمجموعات الكاملة من السمفونيات قادها كيوفتزكس وبيتشام. بعيدا عن فترة قصيرة في حكم هتلر، حين قام النازيون بتعبئة موسيقاه لأغراض ايديولوجية، بالتالي تبنوا عداء ناتج عن ذلك، واصلت ألمانيا عدم مبالاتها به، رغم مناصرة روزبو وكرايان، وبمساعدة عدم مبالاة أدونو وتوماس مان. مع ذلك، بخلاف هذا واصل سبيليوس التمتع بالتقدير الشعبي الكبير، وفي عيد ميلاده ال90 تلقى 1200 برقية، وهدايا من كل ملوك إسكاندينافيا، والسيجار من تشرشل، وشرائط من توسكانيني وعدة حفلات ومهرجانات أخرى. توفي في منزله بيارفنبا بسبب نزيف في المخ عند بلوغه 92 عاما.
حتى قبل وفاته رد الفعل الحتمي ضد الوضع المسيطر الذي احتله سبيليوس في العالم الأنجلو ساكسوني بدأ يظهر. لا يوجد تراجع في الاهتمام النقدي الجاد به: فقط دراسة واحدة لموسيقاه ظهرت في الخمسينات بعد ندوة جيرالد إبراهام، وبدأ يصادف العداء من الصحافة على كلا جانبي الاطلنطي. حماس داونز وجراي ولامبرت وغيرهم زاد من حدة رد الفعل الطبيعي، والميل، كما ظهر في كتاب جونسون، «هو تقليل حجم المؤلف».مع ذلك، كان سبيليوس أحد أول المؤلفين الذي لعب الجرامافون دورا حاسما في شهرته، وظل حجم التسجيلات دون تراجع. الدورات الكاملة للسيفمونيات لقادة أوركسترا أصغر سنا مثل برنشتاين ومازيل خلال الستينات، وكذلك إعادة اكتشاف أعمال مثل «كاليرفو»، منعها سبيليوس في حياته، كانت في المدى الطويل لا تقل أهمية عن كوسفتزكي وبيتشام في الحافظ على الاهتمام بالمؤلف والترويج لنشر فنه أكثر.

## هوامش
1. ↑   http://www.historyforsale.com/html/display.aspx?page=157&start=39&sort=0&signer=S&dpp=100&recadd=&spec=0&frmd=0&rng=0&dtgrp=0&view=2. {{استشهاد ويب}}: |url= بحاجة لعنوان (مساعدة) والوسيط |title= غير موجود أو فارغ (من ويكي بيانات) (مساعدة)
2. ↑  maniadb (بالإنجليزية), QID:Q17564488
3. ↑   http://www.maniadb.com/artist/116123?o=d. {{استشهاد ويب}}: |url= بحاجة لعنوان (مساعدة) والوسيط |title= غير موجود أو فارغ (من ويكي بيانات) (مساعدة)
4. ↑  Archivio Storico Ricordi، QID:Q3621644
5. ↑   http://www.nytimes.com/2000/01/09/magazine/finland-s-forte.html. {{استشهاد ويب}}: |url= بحاجة لعنوان (مساعدة) والوسيط |title= غير موجود أو فارغ (من ويكي بيانات) (مساعدة)
6. ↑   http://www.nytimes.com/2011/04/08/arts/music/yale-glee-club-at-150-at-carnegie-hall.html. {{استشهاد ويب}}: |url= بحاجة لعنوان (مساعدة) والوسيط |title= غير موجود أو فارغ (من ويكي بيانات) (مساعدة)
7. ↑   http://www.nytimes.com/aponline/2009/09/17/arts/AP-US-Maestros-Debut.html. {{استشهاد ويب}}: |url= بحاجة لعنوان (مساعدة) والوسيط |title= غير موجود أو فارغ (من ويكي بيانات) (مساعدة)
8. ↑   https://musiikkimuseofame.fi/en/hall-of-fame/. {{استشهاد ويب}}: |url= بحاجة لعنوان (مساعدة) والوسيط |title= غير موجود أو فارغ (من ويكي بيانات) (مساعدة)
9. ↑   https://www.kansallismuseo.fi/fi/ajankohtaista/musiikkimuseo-fame-kunniagallerian-isannaksi-suomen-musiikille-oma-hall-of-fame. {{استشهاد ويب}}: |url= بحاجة لعنوان (مساعدة) والوسيط |title= غير موجود أو فارغ (من ويكي بيانات) (مساعدة)
10. ↑  Antti Matikkala (2017). Suomen Valkoisen Ruusun ja Suomen Leijonan ritarikunnat (بالفنلندية). Helsinki: Edita. p. 488. ISBN:978-951-37-7005-1. QID:Q113680680.
11. ↑  Antti Matikkala (2017). Suomen Valkoisen Ruusun ja Suomen Leijonan ritarikunnat (بالفنلندية). Helsinki: Edita. p. 489. ISBN:978-951-37-7005-1. QID:Q113680680.
12. ↑   https://www.londonfirebird.com/2019/06/01/sibelius-the-symphonist/. اطلع عليه بتاريخ 2023-06-02. {{استشهاد ويب}}: |url= بحاجة لعنوان (مساعدة) والوسيط |title= غير موجود أو فارغ (من ويكي بيانات) (مساعدة)
13. ↑  New Grove: Turn of the Century Masters, 271:275
14. ↑  New Grove: Turn of the Century Masters, 276:280
15. ↑  New Grove: Turn of the Century Masters, 281:286
16. ↑  New Grove: Turn of the Century Masters, 287:291

## روابط خارجية
- جان سيبيليوس على موقع IMDb (الإنجليزية)
- جان سيبيليوس على موقع الموسوعة البريطانية (الإنجليزية)
- جان سيبيليوس على موقع مونزينجر (الألمانية)
- جان سيبيليوس على موقع ألو سيني (الفرنسية)
- جان سيبيليوس على موقع ميوزك برينز (الإنجليزية)
- جان سيبيليوس على موقع أول موفي (الإنجليزية)
- جان سيبيليوس على موقع قاعدة بيانات الأفلام السويدية (السويدية)
- جان سيبيليوس على موقع إن إن دي بي (الإنجليزية)
- جان سيبيليوس على موقع أول ميوزيك (الإنجليزية)
- جان سيبيليوس على موقع ديسكوغز (الإنجليزية)

## المصدر
The New Grove Turn of the Century Masters: Janacek, Mahler, Strauss, Sibelius by John Tyrrell ISBN 0-393-01694-3